# عقد 10 ق م
عقد 10 ق م هو عقد امتد بين 31 ديسمبر 19 ق م و1 يناير 10 ق م بحسب التقويم اليولياني البروليبتي (التقويم الميلادي). سبقه عقد 20 ق م ولحقه عقد 0 ق م.

## أحداث
حسب المكان
الامبراطورية الرومانية
- في روما، حصل لوسيوس كورنليوس بالبيس شرف إقامة احتفال نصر روماني في المنتدى الروماني، نتيجة انتصاراته على الجرمنتيون.

اسيا
- الملك يوري يصبح حاكم المملكة الكورية غوغوريو.

## مواليد
19 ق.م
- جوليا الصغرى، ابنة ماركوس فيبسانيوس أغريبا وجوليا الكبرى.

18 ق.م
- أرمينيوس، زعيم الشيروسكيون.

17 ق.م
- جناس دوميتوز اهنوباربوس، ابن لوسيوس دوميتوز اهنوباربوس وأنطونيا الكبرى.
- لوسيوس قيصر، ابن ماركوس فيبسانيوس أغريبا وجوليا الكبرى.

15 ق.م
- جرمانيكوس، جنرال روماني.
- ألكسندر، أمير هيرودي في يهودا.
- فيدروس، مخرف كذاب وكاتب.

14 ق.م
- أغريبينا الكبرى، ابنة ماركوس فيبسانيوس أغريبا وجوليا الكبرى.
- كلوديا بولتشرا، ابنة باولوس أميليوس ليبيدوس وكلوديا مارشيلا الصغرى.
- دروسوس يوليوس قيصر، ابن الإمبراطور تيبيريوس وحفيد الإمبراطور أغسطس قيصر.

13 ق.م
- أرضاشيس الثالث، ملك مملكة أرمينيا.
- ليفيلا، ابنة نيرون كلاوديوس دروسوس وأنطونيا الصغرى.

12 ق.م
- ماركوس فاليريوس ميسالا بارباتوس، عضو في مجلس الشيوخ الروماني.
- أغريبا بوستوموس، ابن جوليا الكبرى وحفيد أغسطس قيصر.

11 ق.م
- أغريباس الأول، ملك يهودا.

10 ق.م
- كلوديوس، امبراطور روماني.
- أنتونيا تريفينا.
- دوميتيا ليبيدا الصغرى، ابنة لوسيوس دوميتوز اهنوباربوس وأنطونيا الكبرى.
- توسنيلدا، نبيلة جرمانية.

## كتب
- Yves Denis Papin (1998). Chronologie de l'histoire ancienne. Lieu de publication non identifié: Éditions Jean-paul Gisserot. ISBN:2-87747-346-5. OCLC:40746926. مؤرشف من الأصل في 2022-03-16.
- موسوعة حضارة العالم (2002) لأحمد محمد عوف.

## روابط خارجية
- تصفح سنة بسنة عقد 10 ق م على موقع onthisday.com
- تصفح سنة بسنة عقد 10 ق م ابتداءً من سنة عقد 10 ق م على موقع المكتبة الوطنية الفرنسية
- التسلسل الزمني للتاريخ الحربي قبل الميلاد على موسوعة التاريخ الحربي.